# Jade Leitao
Jade Kathleen Leitao (ur. 13 lipca 1983 w Inglewood) – koszykarka z Republiki Zielonego Przylądka, uczestniczka mistrzostw Afryki 2005 i 2007.
Na mistrzostwach w 2005 roku, reprezentacja Republiki Zielonego Przylądka zajęła siódme miejsce. Podczas tego turnieju, Leitao wystąpiła w pięciu meczach, w których zdobyła 61 punktów (druga najlepiej punktująca zawodniczka reprezentacji). Zanotowała także dziewięć przechwytów, jeden blok, 12 asyst, trzy zbiórki ofensywne i sześć zbiórek defensywnych. Ponadto ma na swym koncie także 18 strat i 14 fauli. W sumie na parkiecie spędziła około 140 minut.
Na następnych mistrzostwach Afryki (które odbyły się w Senegalu), reprezentacja tego kraju (z Leitao w składzie), zajęła dziewiąte miejsce. Koszykarka ta wystąpiła w siedmiu meczach, zdobywając 112 punktów (więcej punktów zdobyła tylko Crispina Correia). Zanotowała 25 asyst, dwa przechwyty, sześć zbiórek ofensywnych, 266 zbiórek defensywnych oraz 16 fauli i 27 strat. Na parkietach senegalskich, Leitao grała przez ok. 261 minut.

## Statystyki z Mistrzostw Afryki
| Rok  | Reprezentacja                 | M | MPG  | FG%   | 3P%   | FT%   | RPG | APG | SPG | BPG | PPG  |
| ---- | ----------------------------- | - | ---- | ----- | ----- | ----- | --- | --- | --- | --- | ---- |
| 2005 | Republika Zielonego Przylądka | 5 | 28   | 32,3% | 27%   | 45%   | 1,8 | 2,4 | 1,8 | 0,2 | 12,2 |
| 2007 | Republika Zielonego Przylądka | 7 | 37,3 | 29,3% | 38,9% | 71,9% | 4,6 | 3,6 | 0,3 | 0   | 16   |